# Abolboda egleri
Abolboda egleri là một loài thực vật hạt kín trong họ Hoàng đầu. Loài này được L.B.Sm. & Downs mô tả khoa học đầu tiên năm 1960.